# もうひとりのアリス
『もうひとりのアリス』は、1978年3月10日に発売された谷山浩子の3枚目のアルバム。
1985年4月21日にCDとして再発売された。

## 概要
ファンタジー的な世界観を持ち味とする谷山が、東西の童話や民話をモチーフとして制作したスタジオ・アルバムである。
A面（『アリス（プロローグ）』～『アリス（エピローグ）』）は『不思議の国のアリス』『青い鳥』『赤い靴』など、西洋の童話をモチーフとしている。
B面（『北風南風』～『やまわろ』）は日本の昔話をモチーフとしており、同封のブックレットには、柳田國男著『日本の昔話』からB面の収録曲と対応する物語が転載されていた。

## 収録曲
- （全曲）作詞・作曲：谷山浩子

1. アリス（プロローグ）
2. 鏡よ鏡（編曲：クニ河内）
3. 魔法使いの恋人が逃げた（編曲：瀬尾一三）
4. 青い鳥（編曲：瀬尾一三）
5. 不思議なアリス（編曲：クニ河内）
6. 赤い靴（編曲：クニ河内）
7. アリス（エピローグ）
8. 北風南風（編曲：クニ河内）
9. 二月の部屋（編曲：瀬尾一三）
10. 雲雀（編曲：クニ河内）
11. 水蜘蛛（編曲：瀬尾一三）
12. 夜明け前声がやって来た（編曲：瀬尾一三）
13. やまわろ（編曲：瀬尾一三）